# Denis Vavro
Denis Vavro (født 10. april 1996) er en slovakisk fodboldspiller, der spiller for den tyske bundesligaklub VfL Wolfsburg. Han har tidligere spillet ofr den danske superligaklub F.C. København, slovakiske Žilina, den italienske Serie A-klub S.S. Lazio og SD Huesca.

## Klubkarriere

### MŠK Žilina
Vavro fik debut for MŠK Žilina mod FK AS Trenčín den 20. april 2013.
Han blev med Zilina vinder af den slovakiske liga i 2016-17.

### F.C. København
Den 26. august 2017 underskrev Denis Vavro en fem-årig kontrakt med F.C København efter at klubbens midterstopper Erik Johansson kort forinden var blevet langtidsskadet.
Denis Vavro opnåede 85 kampe for FCK, inden han i sommeren blev solgt til den italienske Serie A-klub SS Lazio

### SS Lazio
Vavro debuterede for SS Lazio den 25. august 2019, da han blev skiftet ind i en kamp mod Sampdoria. I sæsonen 2019/20 blev han noteret for 11 kampe, men blot en enkelt kamp i startopstillingen. 
Han blev herefter lejet ud til den spanske La Liga-klub SD Huesca i foråret 2021, hvor han opnåede 11 kampe inden lejeaftalen udløb. Efter hjemkomsten til Lazio fik Vavro en enkelt kamp for Lazio i 2021. 
Den 24. januar 2022 blev det offentliggjort, at Lazio og FCK havde indgået en lejeaftale frem til sommeren 2022 med en købsoption. 

### F.C. København anden periode
Vavro begyndte sit andet ophold i FCK på en lejeaftale i forårssæsonen 2022, hvor han spillede fast for klubben og blev dansk mester. 
I sommeren 2022 udnyttede FCK købsoptionen, og indgik en aftale med Vavro frem til udgangen af 2026.
I august 2024 blev offentliggjort, af F.C. København havde indgået en lejeaftale med en købsoption med Wolfsburg. Denis Vavro opnåede i alt 200 kampe for F.C. København. Ved udløbet af lejeaftalen i sommerpausen 2025 udnyttede Wolfsburg købsoptionen. 

## Landsholdskarriere
Vavro blev indkaldt til to venskabskampe for Slovakiets landshold i en uofficielt turnering, der blev afviklet i Abu Dhabi, UAE, i januar 2017 mod Uganda og Sverige. Han fik debut mod Uganda, hvor han spillede hele kampen og scorede i kampens 57. minut, ligesom han fik fuld spilletid i 0-6 nederlaget til Sverige.